# Pan Tadeusz (película)
Pan Tadeusz es una película polaca de 1999 dirigida por Andrzej Wajda y basada en el poema homónimo de Adam Mickiewicz. Su trama contiene clanes familiares, juramentos de venganza, identidades ocultas, amores frustrados, ardientes pasiones, asesinatos, dolor, culpa, confesiones en el lecho de muerte y reconciliaciones que duran generaciones. Grażyna Szapołowska ganó el premio Premio del Cine Polaco a la mejor actriz por su papel en esta película.

## Contexto histórico
Durante cuatrocientos años, Lituania y Polonia estuvieron unidas, formando la República de las Dos Naciones, hasta que en 1795 Polonia fue repartida entre sus tres poderosas vecinas: Rusia, Prusia, y el Sacro Imperio. Polonia, la antigua y poderosa nación, dejó de existir, pero una esperanza quedaba a los patriotas polacos, Francia. Napoleón, con el fin de debilitar a sus rivales austríacos y rusos, prometió resucitar el Estado polaco a cambio de la ayuda de éstos para derrotar al Imperio ruso. Miles de polacos se alistaron en el ejército de Napoleón que llegó a las puertas de Moscú antes de que hubiera de retirarse penosamente hasta occidente. La película se centra en la historia de dos nobles familias que viven en la parte de Polonia ocupada por los rusos, los Horeszko, fervientes partidarios de la independencia de Polonia, y los Soplica, colaboradores de los zaristas.

## Sinopsis
Pan Tadeusz se cuenta mediante flashbacks del autor, Adam Mickiewicz, que lee su trabajo a un grupo de personas mayores exiladas en París (entre los que parecen distinguirse, incluso, los rasgos de algunos de los protagonistas de la historia, como los de Daniel Olbrychski en el papel de Gerwazy, el antiguo sirviente de los Horeszko). La historia sucede durante cinco días de 1811 y uno de 1812 en los territorios de la Lituania histórica habitados por polacos, cuya tierra ha sido recientemente dividida entre el Imperio ruso, el Imperio austríaco y el Reino de Prusia. Mientras tanto, se vislumbra en el tiempo el ataque de Napoleón a Rusia, lo que da ánimos a los patriotas polacos ansiosos por su liberación. Pero lo cierto es que en Pan Tadeusz los personajes luchan entre sí, más que se implican, como no sea superficialmente, en los sucesos históricos que los rodean.